# Ria-Sirach
Ria-Sirach (în catalană Rià i Sirac) este o comună în departamentul Pyrénées-Orientales din sudul Franței. În 2009 avea o populație de 1.173 de locuitori.

## Evoluția populației
| An        | 1975  | 1982  | 1990  | 1999  | 2006  | 2009  |
| --------- | ----- | ----- | ----- | ----- | ----- | ----- |
| Populație | 1.028 | 1.042 | 1.017 | 1.126 | 1.169 | 1.173 |